# Nneka Ogwumike
Nnemkadi „Nneka“ Ogwumike (* 2. Juli 1990 in Tomball, Texas) ist eine US-amerikanische Basketballspielerin. Seit 2024 ist sie in der Women’s National Basketball Association (WNBA) für die Seattle Storm aktiv.

## Karriere

### College
Ogwumike, deren Eltern aus Nigeria stammen, wuchs im Großraum Houston auf. Von 2008 bis 2012 spielte sie für die Stanford Cardinal, darunter zwei Jahre zusammen mit ihrer jüngeren Schwester Chiney Ogwumike. Sie erreichte dort in allen vier Spielzeiten das Final Four der NCAA Division I Basketball Championship, 2010 auch das Finale dieses NCAA-Division-I-Turniers.

### WNBA
Im Anschluss an ihre College-Karriere wurde Nneka Ogwumike bei der WNBA Draft 2012 an erster Stelle von den Los Angeles Sparks ausgewählt. Nach ihrer ersten Saison wurde sie als bester Neuling der Liga mit dem WNBA Rookie of the Year Award ausgezeichnet.
In den folgenden Jahren erreichte Ogwumike mit den Sparks stets die Play-offs, wo die Mannschaft jedoch jeweils frühzeitig ausschied. 2014 wurde sie ins All-WNBA Second Team gewählt. Ihre bislang beste Saison spielte sie 2016, als die Sparks 20 ihrer ersten 21 Spiele gewannen und Ogwumike die Liga bei der Trefferquote aus dem Feld anführte. Zudem stellte sie am 11. Juni 2016 gegen die Dallas Wings einen WNBA-Rekord für die meisten Feldwürfe ohne Fehlwurf in einem Spiel (12) auf. Für ihre Leistungen wurde Ogwumike am Ende der Spielzeit mit dem WNBA Most Valuable Player Award ausgezeichnet. Anschließend gewann sie mit den Sparks die WNBA-Meisterschaft, wobei sie im entscheidenden Spiel der Finalserie gegen die Minnesota Lynx den Wurf zum 77-76-Endstand 3,1 Sekunden vor Schluss traf. Nachdem Ogwumike mit den Sparks 2017 nochmals die Finals erreicht hatte und diesmal knapp in fünf Spielen an den Lynx gescheitert war, endete die Saison 2018 für Ogwumike und die Sparks vorzeitig in der zweiten Playoff-Runde. Ogwumike erreichte damit bisher in allen WNBA-Saisons mit den Sparks die Playoffs.
2021 wurde sie unter die 25 Greatest Players in WNBA History gewählt.

### Europa
In der Saisonpause der WNBA spielt Nneka Ogwumike wie viele WNBA-Spielerinnen in Europa. Sie stand dabei für Teams aus Russland und Polen auf dem Platz. Zuletzt spielte sie dabei für das russische Team von Dynamo Kursk.

### Nationalmannschaft
Bereits zu Juniorenzeiten war Ogwumike in der jeweiligen U-Nationalmannschaften der USA aktiv und erfolgreich. Sie gewann mit den US-Juniorinnen 2008 die U-18-Basketball-Amerikameisterschaften der Damen und 2009 die U-19-Basketball-Weltmeisterschaft der Damen. 2011 gewann sie zudem bei der Universiade mit der US-Studentenauswahl die Goldmedaille. 2014 gewann bei der Basketball-Weltmeisterschaft mit der US-amerikanischen Nationalmannschaft den Titel. Bei der WM 2018 konnte sie mit dem US-Team den Titel erfolgreich verteidigen.